# رابرت کارمونا
رابرت کارمونا (انگلیسی: Robert Carmona؛ زادهٔ ۳۰ آوریل ۱۹۶۲) بازیکن فوتبال اهل اروگوئه است.
وی در حال حاضر، سال ۲۰۲۳، مسن‌ترین بازیکن فوتبال شاغل در سراسر جهان است که از کازویوشی میورا، بازیکن فوتبال اهل ژاپن، چهار سال مسن‌تر است.

## رکوردها
او رکورد جهانی گینس را برای طولانی‌ترین دوران حرفه‌ای فوتبال دارد و از سال ۱۹۷۶ بدون وقفه فصلی بازی می‌کند. او همچنین رکورد بازیکنی با بیشترین فاصله بین دوره‌های حضور در یک باشگاه را، با حضور در باشگاه فوتبال لا لوز در فصل ۸۵–۱۹۸۴، قبل از بازگشت در سال ۲۰۰ (۲۴ سال) دارد. علیرغم اینکه به دلیل مصدومیت ۸ عمل جراحی انجام داده است، اما قصد دارد به فوتبال ادامه دهد.